# テウタテス
テウタテス (Teutates) は、ケルト人に信奉されていた神に用いられた名前である（後述）。ルカヌスの『内乱』やラクタンティウスの『神的教理』で名前が言及されており、またカエサルが『ガリア戦記』内で言及したガリアの神の中の一柱だとされる。テウタテスに献じられた石碑なども多く発見されており、その広い信仰を示している。言語学や考古学による研究からテウタテスは部族の神であり、また戦争の神でもあったとされる。

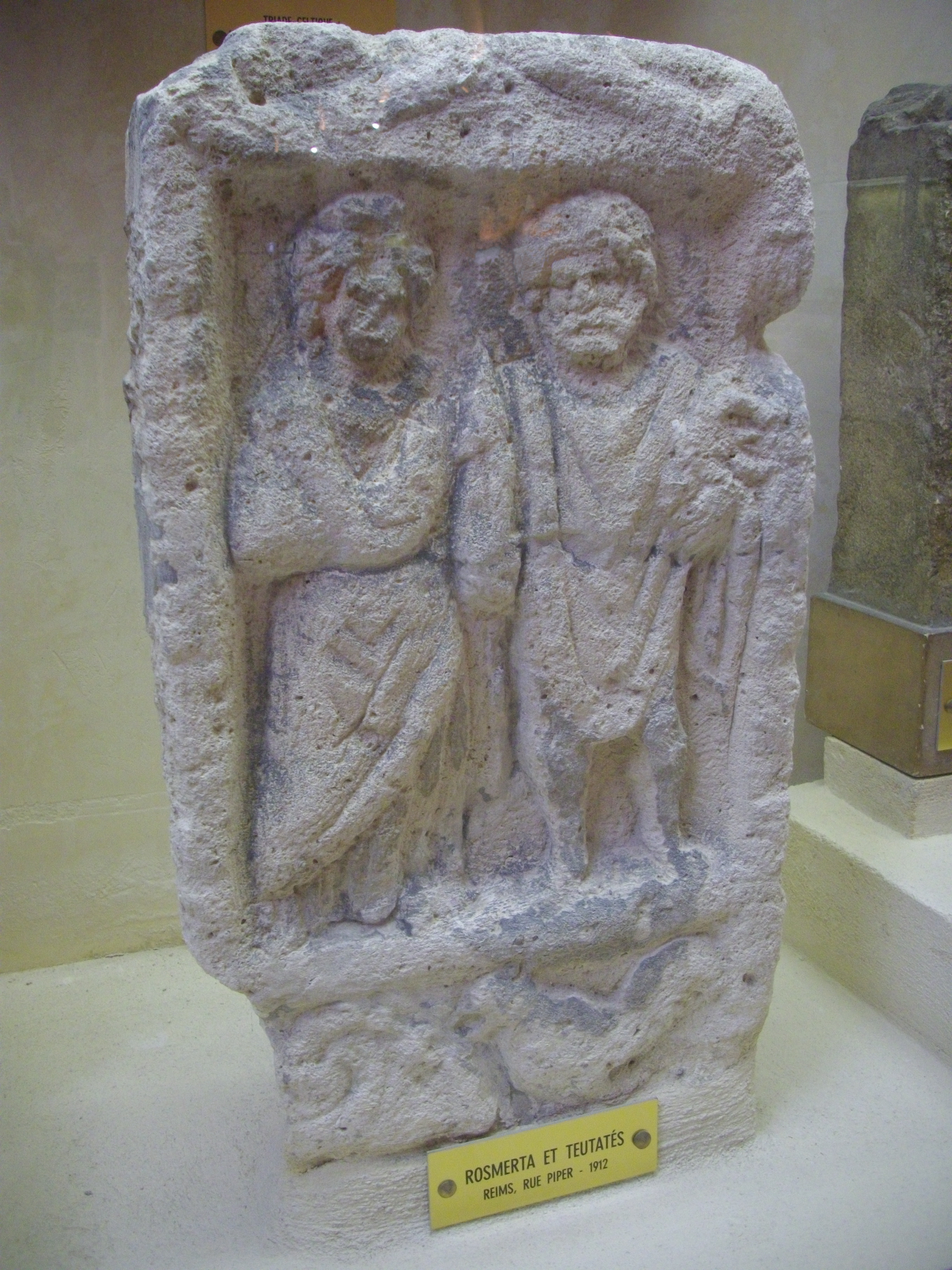
テウタテス(右)とロスメルタ(左)

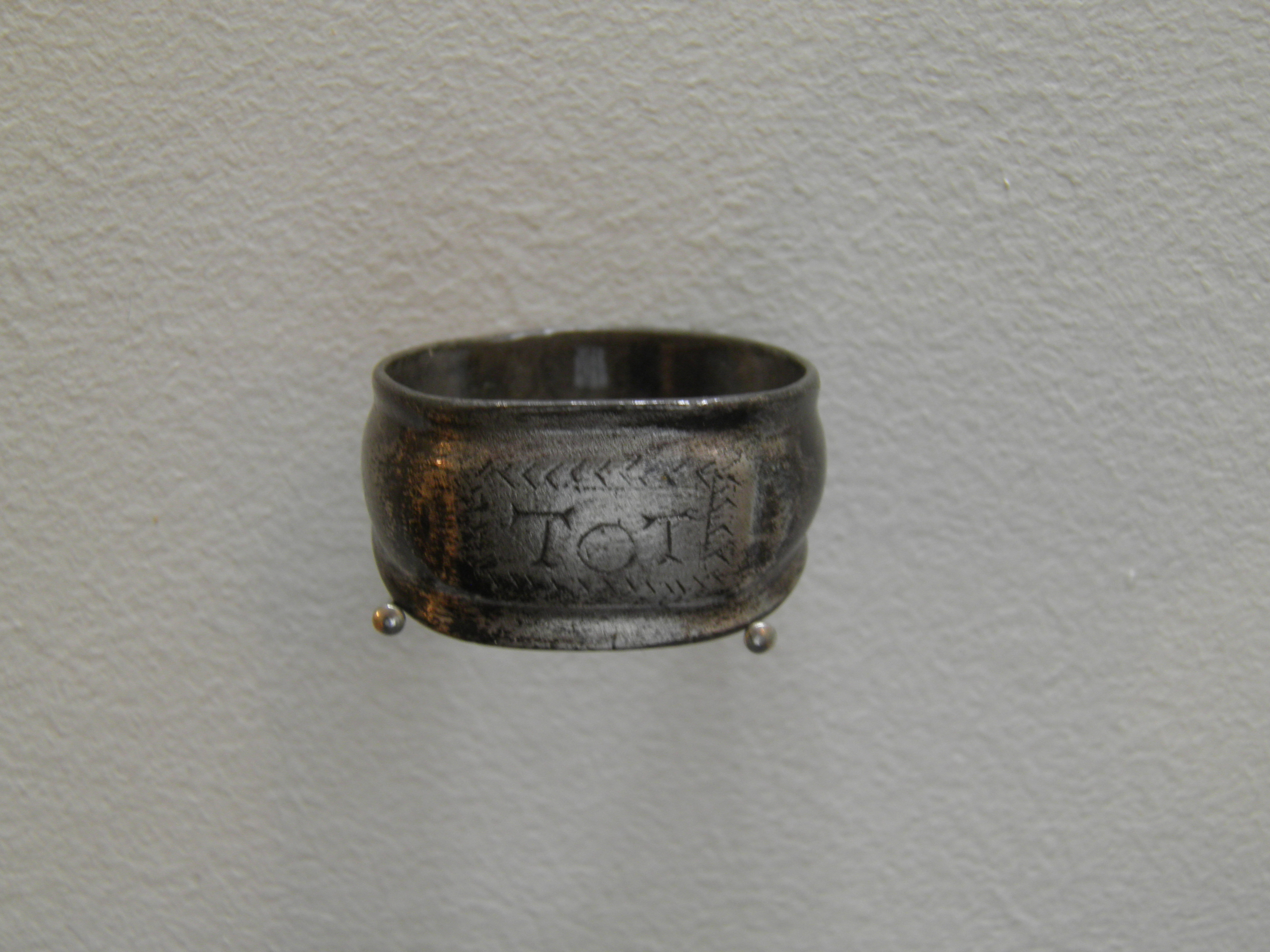
イギリスのエボラクム(現在のヨーク)で発掘されたテウタテスの指輪

## 概要
ケルト神話には汎ケルト的に広く信仰されていた神もあったが一方でケルト内の部族ごとの神も存在した。
例えば、アルウェルヌスはその名からアルウェルニ族固有の神であった事が容易く想像できる。こうした神は過去の族長が神格化された、一種の祖先崇拝の対象と考えられる。
テウタテスは「民族の神」を意味する。意味から推測するとテウタテスという名はアルウェルヌスのような部族の神のうち特定の一柱を指す呼び名であったのかもしれない。しかしテウタテスと呼ばれる神への信仰を示す証拠は非常に広範囲に分布しており、こうした解釈は実状にそぐわない。テウタテスとは元々は神の名ではなく、単に「民族の神」という普通名詞、あるいは部族の神に用いる尊称であったと複数の学者が推測している。こうした説に倣えばテウタテスについての記述は、テウタテスその物ではなく、テウタテスと呼ばれた別々の部族の神に対してのものであったと考えられる。

## ローマ的解釈
ガリア人の信仰について、カエサルは以下のように説明している。
| 「                          | 神々の中ではメルクリウスを最も崇拝する。その像も一番数が多く、種々なわざを工夫したものと信じ、旅行者を導くもの、富の獲得や商売に大きな力を持つものと思っている。これに次ぐのはアポローやマルスやイゥピテルやミネルウァである。それについては他の人々と同じような考え方をしている。アポローは病気をはらい、ミネルウァは仕事やわざの手ほどきをし、イゥピテルは大空を支配し、マルスは戦争をつかさどる。戦争しようとする時にはその戦争の獲物をこの神に捧げる。勝てば捕まえた動物を犠牲にし、他の獲物を一箇所に集める。これらの物を積み重ねた山が多くの部族では神聖な場所に見られる。 | 」 |
| —カエサル（ガリア戦記より） | |    |

カエサルの説明を言葉通りに受け取れば、ガリア人はローマ人と同様に「メルクリウス」や「アポロー」といった神々を信仰していたように見えるが、これは正しくない。カエサルはガリア人の神を指して、それに近い性質をもつローマの神の名前を使用する事でローマ人への説明を行っている。こうしたローマ人による他の民族の神の捉え方をローマ的解釈と呼ぶ。カエサルが挙げた神の中で「マルス」がテウタテスを指すものと考えられており、そうだとすれば続く戦の神に捧げた儀式についての記述もテウタテスへのそれを説明した物という事になる。
テウタテスとマルスとの対応は固定的なものではなく、ローマによるガリア平定後に作られた石碑の碑文にはテウタテスはマルスだけでなくメルクリウスとも同一視された事が示されている。後述する『コメンタ・ベルネンシア』においても、テウタテスはマルスともメルクリウスとも同一視されている。またトウティオリクス(Toutiorix)をテウタテスの異形であると見なすのであれば、アポロとも同一視された事になる。しかしテウタテスはメルクリウスやアポロよりもマルスとの同一視を示す証拠が多い。

## 人身御供の儀式
ルカヌスは『内乱』においてテウタテスをエススやタラニスと共に人身御供を要求するガリアの神の一つとして挙げている。
| 「                    | 酷烈のテウタテス神がおぞましい（人身御供の）血で、また恐るべきエスス神が野蛮な祭壇で鎮められ、スキュティアのディアナに劣らず過酷なタラニス神の祭壇が祀られる地の部族も然り。また、汝ら、歌人として、戦に斃れた雄々しい英霊を末永く未来に歌い伝える者たち、バルディよ、汝らも心安らかに数多の歌謡を歌った。また、ドルイダエ、汝らも、武器を置き、蛮族の習いの、聖なる儀式へと戻っていった。 | 」 |
| —ルカヌス（内乱より） | |    |

『内乱』その物にはこれ以上の記述はないが、四世紀から九世紀の間に書かれた『内乱』に対する古注を一つに集積した『コメンタ・ベルネンシア』はこの人身御供に関する儀式により詳細に触れている。これによれば（メルクリウスと同一視された）テウタテスへは、水を満たした釜に人間を逆さに突っ込んで溺死させるという方法で生贄を捧げたとある。

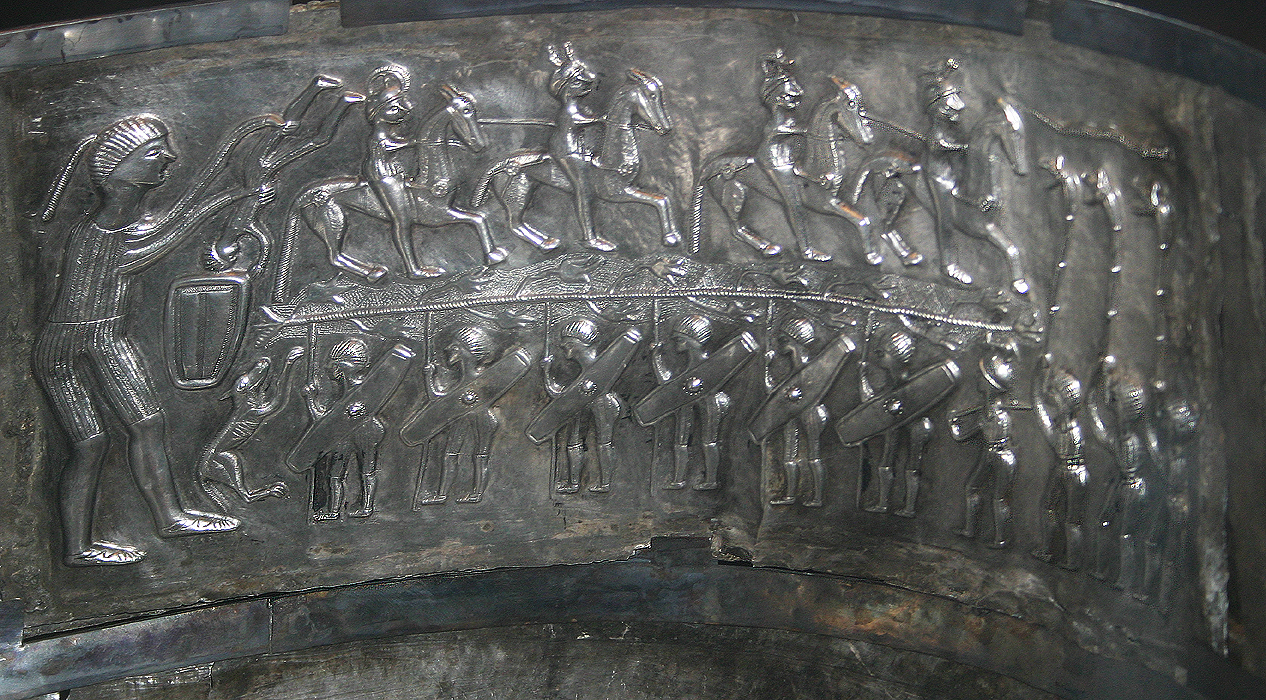
グンデストルップの大釜のプレートの一つ

グンデストルップの大釜には『コメンタ・ベルネンシア』が示した、釜を使った溺死による生贄の儀式を示したとも解釈できるプレートがある。歩兵と騎兵が行進しているためプレートが描いているのは戦いの儀式であると思われる。プレートの左端には神と解釈できる巨人が大釜の上に人をぶら下げている。このプレートが描いているのがケルトの戦いの儀式であり、巨人をテウタテスであると解釈するのであれば、テウタテスが戦いの神の性質を持つことを示す一つの根拠になる。ただしグンデストルップの大釜には様々な解釈が成立し定説がない。歩兵が儀式を行う神へと行進し、騎兵はその逆に行進していることに注目するのであれば、これは生贄ではなく、戦争の前に騎兵に施した儀式とも考えられる。そもそもケルト由来の物ではないとする説もある。